# Hydrophis schistosus
Hydrophis schistosus är en ormart som beskrevs av Daudin 1803. Hydrophis schistosus ingår i släktet Hydrophis och familjen giftsnokar och underfamiljen havsormar. Inga underarter finns listade i Catalogue of Life.

## Utseende
De största exemplaren är cirka 140 cm långa. Liksom hos andra havsormar är svansen och bålen avplattad. Kännetecknande är den lite utskjutande främre delen av överkäken som påminner om en kort näbb. Denna del är även lite nedåt böjd. Grundfärgen varierar hos vuxna exemplar mellan olivgrön och ljus gröngrå på ovansidan samt vit på undersidan. På grundfärgen förekommer många mörka tvärband som är bredast på ryggens topp. Mönstret blir otydlig hos gamla exemplar.

## Utbredning
Arten förekommer vid kusterna i havet från Persiska viken över norra Indiska oceanen och den sydostasiatiska övärlden till Nya Guinea och norra Australien. Den dyker vanligen ner till 30 meter under havsytan. Hydrophis schistosus besöker även angränsande floder och insjöar nära floderna. Havets eller flodernas botten behöver vanligen vara mjuk.

## Ekologi
Individerna jagar främst malartade fiskar samt andra vattenlevande djur. Denna orm kan vara aktiv på dagen och på natten. Hydrophis schistosus hittar sin föda med hjälp av känselsinnet. Bytesdjuret lamslås med hjälp av giftet och det slukas sedan helt.
Honor av en viss population får sina ungar ungefär samtidig och därför ökar det lokala beståndet vid dessa tillfällen markant. Hydrophis schistosus lägger inga ägg utan föder levande ungar. De största honorna kan föda 30 ungar per tillfälle. Ungarna är vid födelsen 21 till 24 cm långa (utan svans). Könsmognaden infaller för honor efter 18 månader och den första kullen föds när honan är ungefär 24 månader gammal. Endast 10 till 20 procent av ungarna blir äldre än ett år och ungefär 6 procent av honorna blir tillräcklig gamla för att fortplanta sig. Enstaka individer lever fyra år. I de flesta regioner sker parningen mellan september och oktober.
Från artens gift är 1,5 milligram tillräcklig för att döda en människa.

## Bevarandestatus
Många exemplar dör som bifångst i samband med fiske. Troligtvis påverkas beståndet negativt av vattenföroreningar. Artens gift kan döda en människa och därför dödas Hydrophis schistosus själv när den hittas i fiskenät. I Thailand fångas individer för att komma åt giftet som har olika användningsområden. Denna orm är fortfarande vanligt förekommande. IUCN kategoriserar arten globalt som livskraftig.